# Revolver (revista)
Revolver es una revista bimestral de música dedicada al hard rock y al heavy metal publicada por NewBay Media. Antes de dedicarse a cubrir exclusivamente estos géneros musicales, era una revista de música generalista. Cuenta con historias de portada, generalmente centradas en el lanzamiento de una nueva banda o en una próxima gira, reseñas de álbumes, reseñas de instrumentos, boletines y una columna de consejos de celebridades con Vinnie Paul, exbaterista de Pantera y Damageplan.
Desde 2009 se celebra en los Estados Unidos el Revolver Golden Gods Awards, dedicado al hard rock y el heavy metal. Chris Jericho lo presentó en su edición de 2011.
Inicialmente era propiedad de Harris Publications, hasta que Future US la compró en 2006 por 2,3 millones de libras esterlinas (casi 4 millones de dólares).  En 2012, NewBay Media compró la división de música de Future US y desde entonces publica la revista. En los Estados Unidos tiene una tirada de 200 000 ejemplares.